# Darja Petrovna Saltykovová
Darja Petrovna Saltykovová, rozená Černyševová, rusky: Графиня Дарья Петровна Салтыкова (20. září 1739 – 23. prosince 1802, Moskva) byla ruská dvorní dáma, šlechtična a dáma Řádu sv. Kateřiny prvního stupně. Byla sestrou dvorní dámy Natalji Petrovny Golicynové. V roce 1769 se provdala za polního maršála a hraběte Ivana Petroviče Saltykova.

## Život
Darja byla nejstarší dcerou diplomata a hraběte Pjotra Grigorjeviče Černyšova, kmotřence cara Petra Velikého, o němž si mnoho lidí myslelo, že byl synem Jekatěriny Černyšovové. Své mládí strávila Darja v zahraničí se svým otcem a než se v roce 1762 vrátila do Ruska, její sestra se stala nejvíce vzdělanou ženou na území carství. Ihned po svém návratu se stala dvorní dámou carevny Kateřiny II. Veliké. Účastnila se velké dvorní maškarády v roce 1766 a vystupovala v amatérském divadle v roce 1768, kde jí bylo dáno více pozornosti. Po jejím sňatku v roce 1769 se stala vůdčí figurou ruské aristokracie. V letech 1780-83 spolu s rodinou cestovala po Evropě a po jejich návratu do země se její manžel stal guvernérem Vladimiru. V roce 1793 se oficiálně stala vyšší dvorní dámou.
Darja Saltykovová zemřela v Moskvě dne 23. prosince 1802.